# وانتاج (دائرة انتخابية في المملكة المتحدة)
وإنتاج (بالإنجليزية: Wantage)‏ هي إحدى الدوائر الانتخابية في المملكة المتحدة الممثلة في مجلس العموم في برلمان المملكة المتحدة.
عضو البرلمان الذي يمثلها حالياً هو :Mr Edward Vaizey (Con).